# Drizzagno del Tevere
Il drizzagno del Tevere è un canale artificiale, realizzato nel 1940, che accorciò il corso del fiume Tevere eliminandone un meandro sito in zona Mezzocammino, a valle della città di Roma.

## Storia
Le piene del Tevere costituirono un problema per Roma dall'epoca della sua fondazione sino al XX secolo. I vicoli della città antica recano ancor oggi numerose lapidi che ricordano alluvioni con la data ed il livello raggiunto dalle acque. Le inondazioni erano dovute principalmente alla pendenza dell'alveo relativamente scarsa (Roma si trova ad appena circa 12 metri sul livello del mare), alla presenza nel letto del fiume di rovine di edifici, ponti crollati, relitti di navi etc. nonché ai ponti stessi, i quali agivano da dighe al fiume facilitandone lo straripamento.
Vari gli interventi tentati nel corso dei secoli per ovviare al problema: l'imperatore Traiano ad esempio fece scavare un canale artificiale alla foce del Tevere che aumentasse il deflusso delle acque verso il mare; nel medioevo i papi fecero modeste opere di arginatura; alla seconda metà del XIX secolo furono progettati alti muraglioni in pietra la cui costruzione si protrasse per cinquant'anni, fino al 1926. Essi, pur modificando radicalmente il paesaggio fluviale di Roma, la salvarono definitivamente dal pericolo di allagamenti. Il problema rimase tuttavia aperto per le campagne a valle della città.
Ai primi anni del XX secolo risale l'idea di velocizzare il deflusso delle acque verso la foce tramite una rettifica dell'alveo in località Mezzocammino, dove il fiume descriveva un meandro lungo 2.750 metri. L'idea si concretizzò solo negli anni trenta con il progetto di un canale navigabile largo 75 metri, battezzato «drizzagno del Tevere», il quale avrebbe accorciato quel tratto di fiume a soli 1.290 metri in linea retta.
Il 24 marzo 1937 i ministeri dell'aeronautica e dei lavori pubblici iniziarono i lavori di un progetto congiunto in località Spinaceto-Mezzocammino per la realizzazione di due scali aeroportuali, uno terrestre e uno per idrovolanti (quest'ultimo battezzato «idroscalo del Littorio»): tale progetto includeva anche il «drizzagno del Tevere». I lavori subirono in seguito una battuta d'arresto a causa dell'eccezionale piena che il 17 dicembre 1937 inondò i cantieri già avviati.
Il cantiere del solo «drizzagno» ripartì 28 novembre 1938, con un ampliamento: fu scavato un canale artificiale rettilineo di oltre 1 km di lunghezza accompagnato da lavori di sbancamento delle rive del fiume, portandole a 400 metri di larghezza. Il canale artificiale fu inaugurato alla presenza dell'allora capo del governo Benito Mussolini il 12 agosto del 1940. I progetti aeroportuali legati all'opera furono invece definitivamente abbandonati nel 1943, dopo la caduta del fascismo; un sistema di chiuse, previsto dal progetto originario per l'afflusso di acque al bacino artificiale dell'idroscalo, divenne l'odierno ponte di Mezzocammino, realizzato tra il 1947 e il 1951 e percorso fino al 2003 dal Grande Raccordo Anulare.